# Cleora leptopasta
Cleora leptopasta là một loài bướm đêm trong họ Geometridae.